# القمار في ماكاو

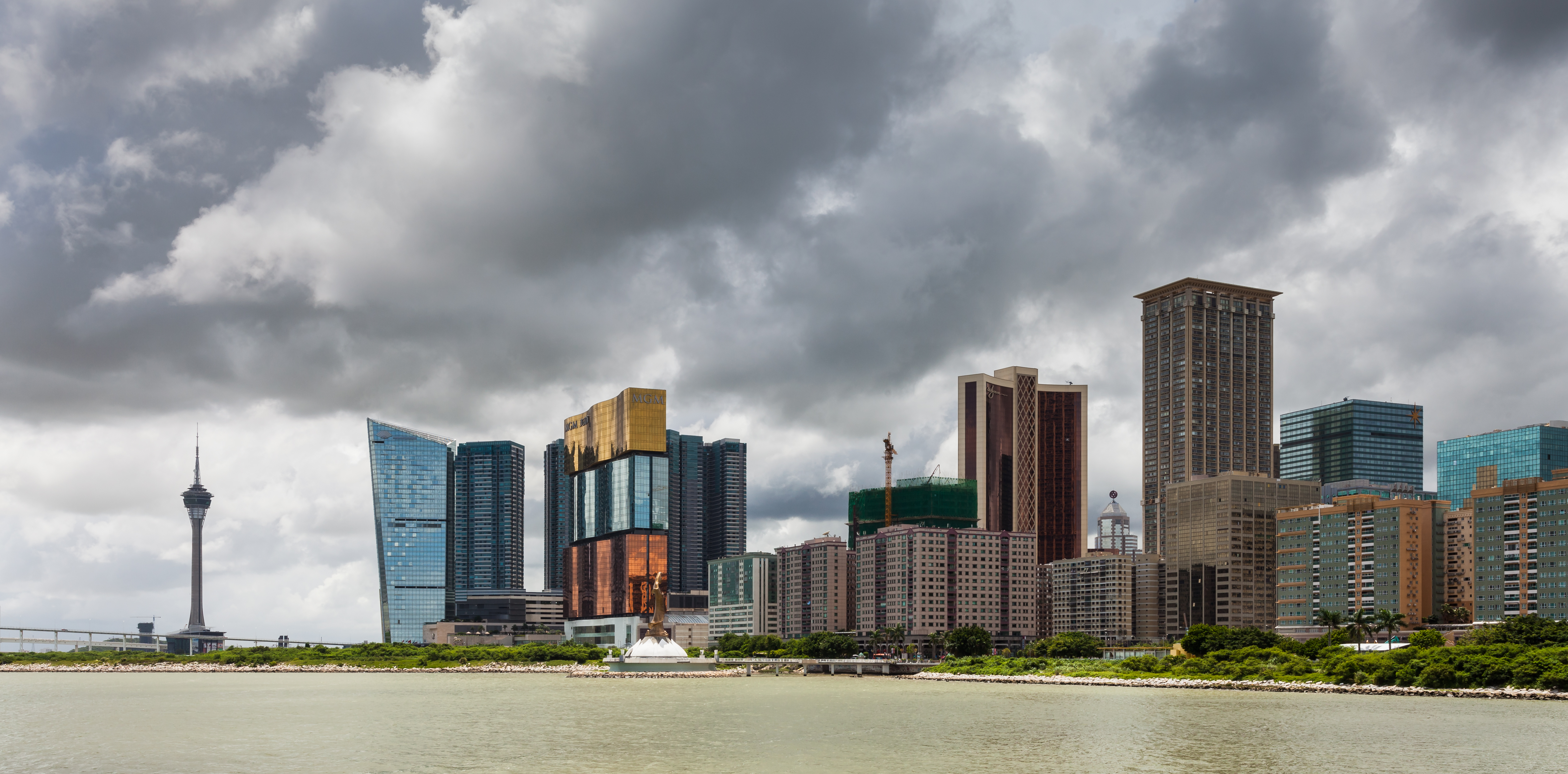
منظر الكازينوهات من مركز العلوم، ماكاو

أصبحت المقامرة في ماكاو قانونية منذ خمسينيات القرن التاسع عشر عندما شرّعت الحكومة البرتغالية النشاط في المستعمرة المتمتعة بالحكم الذاتي. منذ ذلك الحين، أصبحت ماكاو معروفة عالميًا باسم "عاصمة المقامرة في العالم". إنه المكان الوحيد في الصين حيث المقامرة والكازينو قانونية.